# Bruno Amalfitano
Bruno Maria Amalfitano (Fiuggi, 7 maggio 1945) è uno scenografo italiano.

## Carriera
Si diploma presso l'Accademia di belle arti di Napoli nel 1965 e nell'ottobre dello stesso anno consegue l'abilitazione all'insegnamento di disegno e storia dell'arte. Effettua le prime esperienze di scenografia come assistente di Piero Gherardi, Vincenzo Del Prato, Giantito Burchiellaro e Danilo Donati. 
È stato anche arredatore per film come Il mondo nuovo di Ettore Scola, Il giovane Mussolini di Gianluigi Calderone, Il mostro di Roberto Benigni e per la miniserie Fine secolo di Gianni Lepre. Ha lavorato come scenografo con i registi Castellano e Pipolo, ad esempio, nei film Mia moglie è una strega e Il ragazzo di campagna.

## Filmografia

### Scenografo

#### Cinema
- Mani di velluto, regia di Castellano e Pipolo (1979)
- Mia moglie è una strega, regia di Castellano e Pipolo (1980)
- Il bisbetico domato, regia di Castellano e Pipolo (1980)
- Innamorato pazzo, regia di Castellano e Pipolo (1981)
- Pierino il fichissimo, regia di Alessandro Metz (1981)
- La casa stregata, regia di Bruno Corbucci (1982)
- Grand Hotel Excelsior, regia di Castellano e Pipolo (1982)
- Segni particolari: bellissimo, regia di Castellano e Pipolo (1983)
- I predatori di Atlantide, regia di Ruggero Deodato (1983)
- College, regia di Castellano e Pipolo (1984)
- Il ragazzo di campagna, regia di Castellano e Pipolo (1984)
- È arrivato mio fratello, regia di Castellano e Pipolo (1985)
- La signora della notte, regia di Piero Schivazappa (1986)
- Grandi magazzini, regia di Castellano e Pipolo (1986)
- RDF - Rumori di fondo, regia di Claudio Camarca (1996)
- Emma sono io, regia di Francesco Falaschi (2002)
- The Accidental Detective, regia di Vanna Paoli (2003)
- Le grandi dame di casa d'Este, regia di Diego Ronsisvalle (2004)

#### Televisione
- Don Tonino - serie TV (1988)
- I ragazzi della via Pál - miniserie TV (2003)

## Teatrografia

### Scenografo
- Arturo è morto
- De Pretore Vincenzo
- Il viaggio di Rosa
- Gli instabili a sorpresa